# Paraboea crassifolia
Paraboea crassifolia är en tvåhjärtbladig växtart som först beskrevs av Hemsley, och fick sitt nu gällande namn av Brian Laurence Burtt. Paraboea crassifolia ingår i släktet Paraboea och familjen Gesneriaceae. Inga underarter finns listade i Catalogue of Life.